# Miu (Sängerin)
Miu (bürgerlich Nina Graf) ist eine Sängerin aus Hamburg.

## Karriere
Miu ist Leadsängerin der gleichnamigen Band und Lehrbeauftragte am Institut für Musik an der Hochschule Osnabrück. 2014 absolvierte sie den Popkurs der Hochschule für Musik und Theater Hamburg und hat seit 2023 einen Master in Kultur- & Medienmanagement. Miu tritt regelmäßig in Clubs sowie auf Veranstaltungen und Festivals auf, z. B. beim Hamburger Hafengeburtstag oder auf dem JazzBaltica-Festival. Ihr Song Transience wurde für den ARD-Tatort Totes Herz genutzt und erstmalig am 8. Januar 2023 ausgestrahlt.

## Auftritte (Auswahl)
- JazzBaltica, 2013
- Duckstein Festival, 2013/2014[5]
- Hansetag Lübeck, 2014
- NDR Hamburg Sounds (TV-Übertragung), 2014
- Lunatic Festival, 2014
- Hafengeburtstag Hamburg, 2014
- Tag der Elbphilharmonie, 2014
- Porgy & Bess, Wien, 2015
- Herzgrün-Festival, Berlin, 2015
- Kieler Woche, 2015
- Elbjazz, Hamburg 2017
- Reeperbahn Festival[6], Hamburg 2020

Ende 2016 spielte Miu noch vor der offiziellen Eröffnung ein Konzert in der Hamburger Elbphilharmonie.

## Rezeption
Verschiedene Medien berichten positiv über Miu. Die Welt zog Parallelen zu Amy Winehouse und Adele.

## Diskografie
Das Debütalbum Watercoloured Borderlines wurde im Frühjahr 2015 in den Hamburger Yeah! Yeah! Yeah!-Studios produziert, am 14. Juli 2015 erstmals vorgestellt und ist am 21. August 2015 beim Label Herzog Records erschienen. Im August 2017 erschien das zweite Album Leaf.
Am 4. Oktober 2019 erschien das Album Modern Retro Soul, das Miu mithilfe eines Crowdfundings finanzierte.
Im November 2023 erschien das vierte Studioalbum Crime Alley.

## Gesellschaftliches  Engagement
Miu engagiert sich auch kulturpolitisch und wurde dafür 2020 als „Mensch des Jahres“ für den Metropolitaner Award nominiert. Sie ist im Vorstand der Vereine Rockcity e. V.  und PRO MUSIK. Darüber hinaus setzte sie sich während der Corona-Krise als Patin für das Kulturfestival SH des Landes Schleswig-Holstein ein.
In dem Musikvideo zur Single The Reminder ließ Miu ältere Zeitzeugen auftreten, um damit Vergleichen von Schutzmaßnahmen gegen COVID-19 mit dem Leben in einer Diktatur entgegenzuwirken.